# Pseudobiantes silvestrii
Pseudobiantes silvestrii is een hooiwagen uit de familie Epedanidae.